# Municipio de Plummer
El municipio de Plummer (en inglés: Plummer Township) es un municipio ubicado en el condado de Brule en el estado estadounidense de Dakota del Sur. En el año 2010 tenía una población de 22 habitantes y una densidad poblacional de 0,24 personas por km².

## Geografía
El municipio de Plummer se encuentra ubicado en las coordenadas 43°53′31″N 98°51′27″O / 43.89194, -98.85750. Según la Oficina del Censo de los Estados Unidos, el municipio tiene una superficie total de 92.78 km², de la cual 92,06 km² corresponden a tierra firme y (0,78 %) 0,73 km² es agua.

## Demografía
Según el censo de 2010, había 22 personas residiendo en el municipio de Plummer. La densidad de población era de 0,24 hab./km². De los 22 habitantes, el municipio de Plummer estaba compuesto por el 100 % blancos. Del total de la población el 0 % eran hispanos o latinos de cualquier raza.